# アンジェーロ
『アンジェーロ』（露：Анджело / Angelo）は、ツェーザリ・キュイが1871年から1875年にかけて作曲した全4幕のオペラである。ヴィクトル・ユゴーの散文劇「パドヴァの僭主アンジェロ」（仏：Angelo, tyran de Padoue）を基に、ヴィクトール・ブレニンが台本を執筆した。このユゴーの散文劇は他にも、サヴェリオ・メルカダンテの『誓い』（伊：Il giuramento, 1837年）やキュイのオペラと同年に初演されたアミルカレ・ポンキエッリの『ラ・ジョコンダ』（伊：La Gioconda, 1876年）、アルフレッド・ブリュノーによる『パドヴァの僭主アンジェロ』（仏：Angelo, tyran de Padoue, 1928年）の原作となっている。

## 上演とその評価
『アンジェーロ』は1876年2月1日、サンクトペテルブルクのマリインスキー劇場にて、エドゥアルド・ナープラヴニーク指揮により初演された。しかしどうやらこのシーズンに残ることは出来なかったようで、レパートリーからは外されている。それから25年後の1901年、モスクワのボリショイ劇場にて再演され、フョードル・シャリアピンがガレオファを演じている。またマリインスキー劇場でも1910年に再度上演されている。

## 主な登場人物
- アンジェーロ・マリピエリ（バス）：　市長
- カタリーナ・ブラガディーニ（ソプラノ）
- ティスベ（メゾソプラノ）
- ロドルフォ（テノール）
- アナフェスタ・ガレオファ（バス）：　ティスベの雑用係、アンジェーロのスパイ
- アスカーニオ・ストロッツィ（バス）
- ダフネ[＝2番目の仮面の女]（メゾソプラノ）
- 警官1（バリトン）
- 警官2（バス）
- フラ・パオロ（テノール）
- ペッポ（テノール）
- 召使（歌唱なし）
- 貴族、女たち、人々、警察官他（合唱）

## あらすじ
パドヴァ、1549年

### 第1幕
ティスベの明るく照明された庭で、仮面をつけた招待客たちが楽しんでいた。彼らが散っていった後、洞窟にいるロドルフォとその共犯者たちがアンジェーロについて文句を言っている。招待客たちが戻ってくる。ガレオファはロドルフォのことを知っており、その夜彼の愛人であるカタリーナに会うのを手助けする。
ティスベが現れる。ティスベはロドルフォの愛を手に入れるためならライバルたちを殺すのも厭わないほど、彼に惚れていた。一方、ロドルフォはカタリーナだけを愛していると話し立ち去る。
ガレオファが再び現れ、ティスベに毒と睡眠薬を渡す。彼はティスベにロドルフォが今晩別の女性に会うと告げる。
アンジェーロが挨拶がわりの舟歌の曲に合わせ現れる。ティスベがガレオファへ注意を向けていることにアンジェーロが嫉妬するので、気をそらすために、ティスベは彼女が子供の頃、彼女の母親が絞首刑から救われた時のことを話す。ヴェネツィアの貴族の娘が、ティスベの母親を許すよう懇願したのだ。ティスベの母親は感謝の印としてその娘に自分の十字架を贈った。ティスベは今までずっとその娘を探し続けているのだ。

### 第2幕
カタリーナが寝室でロドルフォを待っている。メイドたちが彼女を元気づけようと歌を歌ったが効果は無かった。一人になり、カタリーナは自分を励まそうとロドルフォの歌った悲哀の歌を奏でる。と、突然バルコニーからその歌を歌う声が聞こえてきた。二人のラブシーンの後、物音が聞こえロドルフォが身を隠す。ティスベが現れた。彼女はカタリーナの相手が誰だか知らなかったが、カタリーナが誰かと逢引していたことを言いつけようアンジェーロを呼ぶ。カタリーナは十字架を前に神に祈った。ティスベはその十字架が以前母が持っていたものだと気付く。
アンジェーロがやってくると、ティスベはアンジェーロの暗殺計画の話をでっちあげて彼に話す。またその一方でカタリーナにロドルフォとともに逃げる手段を確保してやると約束する。

### 第3幕
夕暮れ時、川沿いの酒場の外では群集がタランテラの曲で盛り上がっていた。ヴェネツィアの暴君の話が持ち上がり、人々は彼の暗殺計画に加わるよう説得される。ロドルフォがやって来て、ガレオファが彼らを裏切ったことを報告する。そこへガレオファがやって来たので、群集は彼に暴行し致命傷を負わせる。アンジェーロと彼の軍がそこへ到着すると、ガレオファはアンジェーロに若い男から渡された、というカタリーナ宛の署名の無い手紙を渡し、絶命する。暴動は鎮圧された。

### 第4幕 第1場
カタリーナの部屋では、アンジェーロと司祭がカタリーナの葬儀について話している。2人が出て行った後、ティスベが現れ、カタリーナの恋人がロドルフォではないかとの疑いを持つ。アンジェーロが戻って来て彼女に恋文を見せる。ティスベはそれがロドルフォの筆跡であると気付いたが、知らないふりをする。彼女はアンジェーロにカタリーナの首を刎ねるのではなく毒殺するように説得し、毒を取りに行く。
アンジェーロはカタリーナに、彼女の恋人の身元を明かせば命は助けてやると言う。一人になり、カタリーナはカーテンの後ろに隠されていたブロックと斧を見つける。
小瓶を持ったティスベがアンジェーロとともに戻ってきたが、カタリーナはそれを飲むのを拒否する。しかしティスベが飲むよう強く促したため、カタリーナはそれを飲み、そして自分の純粋なる愛を認めた。アンジェーロが使用人にカタリーナの遺体を地下室へ運ぶよう命じたが、アンジェーロが去った後ティスベは彼らに賄賂を渡し別のところへ運ぶよう言う。

### 第4幕 第2場
ティスベの寝室で、カタリーナは布に覆われ横たわっていた。墓は既に封じられ、外では馬が逃亡のため準備されていた。ロドルフォが現れ、ティスベがカタリーナを毒殺したと思いこみティスベの心臓を一突きする。そこでカタリーナが目覚める。ティスベは彼らに神の加護を祈り、死んだ。葬列が「De profundis（われ深き淵より）」の旋律に合わせ窓を横切る。

## 著名な楽曲
- 序曲
- ティスベの物語（第1幕）
- バルカローレ（舟歌）（第1幕）
- ロドルフォの歌（第2幕）

## 参考資料
- Bernandt, G.B. Словарь опер впервые поставленных или изданных в дореволюционной России и в СССР, 1736-1959 [Dictionary of Operas First Performed or Published in Pre-Revolutionary Russia and in the USSR, 1836-1959] (Москва: Советский композитор, 1962), pp. 21-22.
- Cui, César. Анджело: опера в четырех действиях. Фортепианное переложение с пением. [Angelo: opera in four acts, piano-vocal score]. St. Petersburg: W. Bessel, 1876.
- Mercy-Argenteau, Comtesse de. César Cui: esquisse critique. Paris: Fischbacher, 1888.
- Nazarov, A.F. Цезарь Антонович Кюи [Cezar' Antonovič Kjui]. Moskva: Muzyka, 1989.
- Taruskin, Richard. Opera and Drama in Russia As Preached and Practiced in the 1860s. New ed. Rochester: University of Rochester Press, 1993.